# Artur Guimarães Coelho
Artur Guimarães Coelho (* 3. Juni 1934 in Porto) ist ein ehemaliger portugiesischer Radrennfahrer.

## Sportliche Laufbahn
Guimarães Coelho war von 1955 bis 1961 als Unabhängiger und Berufsfahrer aktiv. Er gewann 1955, 1956, 1959 und 1961 Etappen in der Portugal-Rundfahrt. Der 4. Platz 1955 war beim Sieg von José Manuel Ribeiro da Silva sein bestes Ergebnis in der Gesamtwertung dieses Etappenrennens. 1957 siegte er im Eintagesrennen Circuito dos Campeões und im Rennen Prova Ciclistica 9 de Julho vor Antonio Alba in Brasilien. Im Grande Prémio Vilar konnte er mehrfach Etappen und 1959 die Gesamtwertung für sich entscheiden. 1960 gewann er die Bergwertung des Rennens.
In der Vuelta a España 1957 und 1958 schied er jeweils aus. Fast die gesamte Zeit seiner Karriere als Radprofi fuhr er für das Radsportteam Futebol Clube do Porto.